# Gojō
Gojō (japanska: 五條市?, Gojō-shi) är en stad i Nara prefektur i Japan. Staden fick stadsrättigheter 1957.